# ECW世界電視冠軍
ECW世界電視冠軍（英語：ECW World Television Championship），是隸屬於極限冠軍摔角的一冠軍項目，它於1992年成立於全國摔角聯盟。